# Gigi (zespół muzyczny)
Gigi – indonezyjski zespół muzyczny, założony w 1994 roku. Grupa jest zaliczana do najpopularniejszych formacji rockowych w Indonezji.
Swój debiutancki album – Angan – wydali w 1994 roku. Album ten sprzedał się w nakładzie ponad 150 tys. egzemplarzy, kolejne zaś albumy – Dunia (1995) i 3/4 (1996) – sprzedały się w nakładach 450 i 550 tys. egzemplarzy.
W pierwotnym składzie grupy znaleźli się: Aria Baron, Thomas Ramadhan, Ronald Fristianto, Dewa Budjana, Armand Maulana.

## Dyskografia
Albumy studyjne
- 1994: Angan
- 1995: Dunia
- 1996: 3/4
- 1997: 2 X 2
- 1998: Kilas Balik
- 1999: Baik
- 2000: The Greatest Hits Live
- 2001: Untuk Semua Umur
- 2002: The Best of Gigi
- 2003: Salam Kedelapan
- 2004: Ost. Brownies
- 2004: Raihlah Kemenangan
- 2005: Raihlah Kemenangan (Repackage)
- 2006: Next Chapter
- 2006: Pintu Sorga
- 2007: Peace, Love 'n Respect
- 2008: Jalan Kebenaran
- 2009: Gigi
- 2011: Sweet Seventeen
- 2012: Aku dan Aku
- 2014: Live At Abbey
- 2015: Mohon Ampun